# Krusig gelélav
Krusig gelélav (Collema crispum) är en lavart som först beskrevs av William Hudson, och fick sitt nu gällande namn av Weber och F.H.Wigg.. Krusig gelélav ingår i släktet Collema, och familjen Collemataceae. Arten är reproducerande i Sverige.